# ISO 3166-2:AQ
ISO 3166-2:AQ és el subconjunt per a l'Antàrtida de l'estàndard ISO 3166-2, publicat per l'Organització Internacional per Estandardització (ISO) que defineix els codis de les principals subdivisions administratives.
Actualment l'Antartida no té cap divisió territorial que conformi el seu codi ISO 3166-2.
L'Antàrtida està definida com el territori a partir del paral·lel 60° sud, que no és el mateix que Cercle polar antàrtic. El codi assignat oficialment de l'estàndard ISO 3166-1 alfa-2 és AQ.